# Santi Nicita
Santi Nicita, né le 4 août 1939 à Furci Siculo, mort le 4 janvier 2014 à Syracuse, est un homme politique italien. 
Membre de la Démocratie chrétienne, il est président de la Région sicilienne entre octobre 1983 et mars 1984.

## Biographie
Originaire de la province de Messine, Santi Nicita grandit à Priolo Gargallo, alors hameau de Syracuse. À dix-neuf ans, il s'engage dans la campagne électorale pour la Démocratie chrétienne, après avoir milité au sein de l'Action catholique et chez les scouts. 
Diplômé en sciences agricoles, il est embauché au conseil régional de Sicile. Il est élu au conseil municipal de Syracuse et occupe une charge d'adjoint. Membre du courant andréottien, il progresse au sein de la DC, dont il devient l'un des plus influents démocrates chrétiens de Syracuse à la fin des années soixante. 
Il est largement élu à l'Assemblée régionale sicilienne en 1971, et y siège durant trois législatures. Il est le promoteur de l'adoption de la « loi spéciale pour l'île d'Ortigia » ainsi que de la construction du système d'épuration de l'air de Priolo, pollué par les industries pétrochimiques. 
Il est nommé successivement assesseur pour le Développement économique en août 1976 dans le dernier gouvernement Bonfiglio, puis à la présidence et au personnel des gouvernements Mattarella. S'ouvre une longue période d'attentats mafieux visant des personnalités politiques : Mattarella est assassiné en janvier 1980, le domicile de Nicita est la cible d'une bombe de moyenne puissance en mai, une explosion se produit sur le palier près du bureau de Nicita et de Luigi Foti. Absent des deux juntes de Mario D'Acquisto, il est l'assesseur au budget de Calogero Lo Giudice. Ce dernier est poussé à la démission par l'obstruction des forces andréottistes, qui font élire à la présidence Santi Nicita le 19 octobre 1983, après avoir désigné Angelo La Russa, démissionnaire avant de former de gouvernement.
Des membres de la DC, du PSI, du PRI, du PSDI et du PLI participent à ce 39e gouvernement sicilien qui ne dépasse pas la gestion des affaires courantes. Rapidement, la junte est éclaboussée par une affaire judiciaire qui touche le vice-président socialiste, Salvatore Stornello, puis Nicita lui-même, le contraignant à démissionner le 21 mars 1984. Il comparaît pour avoir facilité l'implantation de la raffinerie Isab, productrice d'asphalte et de bitume, en 1971 à Marina di Melilli, affaire pour laquelle il est condamné en première instance et acquitté en appel.
Son parti ne le place pas sur ses listes lors des élections régionales de 1986, mais il est le démocrate chrétien le mieux élu au conseil provincial de Syracuse en 1990. Défiant la DC en se présentant en 1991 comme indépendant sur la liste du PSDI, il est réélu et retrouve en décembre les rangs de la DC, mais cette fois au sein de l'aile gauche. Il démissionne en 1994 et ne se représente pas après cette législature. 
Après la fin de la DC, il adhère aux Cristiano Sociali (it) puis à Renouveau italien et à la Nouvelle DC. De 2000 à 2005, Nicita a été président de l'Area di Sviluppo Industriale (ASI) de Syracuse. Aux élections générales de 2006, il se présente sous les couleurs de l'UDEUR pour entrer à la Chambre des députés mais n'obtient que 1,4% des voix. Il adhère enfin au Parti démocrate. 
Il est l'oncle de l'ancienne ministre FI Stefania Prestigiacomo. 